# Нил Саймон (театр)
«Нил Са́ймон» (англ. Neil Simon Theatre) — бродвейский театр, расположенный в западной части 52-й улицы в Театральном квартале Манхэттена, Нью-Йорк, США. Принадлежит компании «Nederlander Organization».

## История
Здание построено по проекту Герберта Краппа. Театр открылся в 1927 году под названием «Элвин» (англ. Alvin Theatre). Оно возникло в процессе амальгамации имён продюсеров Алекса Ааронса (ALex) и Винтона Фридли (VINton). Первой постановкой в театре стал мюзикл «Забавная мордашка»
В 1977 году владельцем театра становится «Nederlander Organization». Спустя шесть лет компания переименовывает театр в «Нил Саймон» в честь американского драматурга Нила Саймона.  В честь этого была поставлена пьеса «Воспоминания о Брайтон-Бич» (1983) и её сиквел «Билокси блюз» (1985). 

## Основные постановки
- 1927: «Забавная мордашка»
- 1935: «Порги и Бесс»
- 1948: «Мистер Робертс»
- 1959: «Однажды на матрасе»
- 1960: «Вестсайдская история»
- 1962: «Забавная история, случившаяся по дороге на форум»
- 1966: «Обед в восемь»
- 1970: «Компания»
- 1977: «Энни»
- 1983: «Воспоминания о Брайтон-Бич»
- 1985: «Билокси блюз»
- 1996: «Король и я»
- 2002: «Лак для волос»
- 2011: «Поймай меня, если сможешь»
- 2012: «Иисус Христос — суперзвезда» (возрождённая)
- 2013: «Большая рыба»
- 2014: «Все пути»; «Последний корабль»
- 2015: «Жижи»; «Иллюзионист»
- 2016: «Кошки» (возрождённая (с августа))
- 2018: «Ангелы в Америке»